# یوری ساگی
یوری ساگی (انگلیسی: Uri Sagi؛ زادهٔ ۵ اوت ۱۹۴۳) سرلشکر بازنشسه نیروهای دفاعی اسرائیل است، که در فاصله سال‌های ۱۹۸۵ تا ۱۹۸۶ به‌عنوان فرمانده ستاد فرماندهی جنوبی اسرائیل فعالیت می‌کرد و از ۱۹۹۱ تا ۱۹۹۵ رئیس اداره اطلاعات نظامی ارتش اسرائیل (آمان) بود.
ساگی فعالیت نظامی را از سال ۱۹۶۱ در نیروی زمینی اسرائیل آغاز کرد. وی از ۱۹۷۶ تا ۱۹۷۸ فرمانده تیپ ۱ گولانی را برعهده داشت، از ۱۹۷۸ تا ۱۹۸۱ فرمانده لشکر ۳۶ زرهی گاش بود و از ۱۹۸۱ تا ۱۹۸۵ به‌عنوان فرمانده نیروی زمینی اسرائیل فعالیت می‌کرد.

## زندگی‌نامه
اوری ساگی در سال ۱۹۴۳ دوران قیمومت بریتانیا بر فلسطین در کریات بیالیک زاده شد، او نسل هفتمی از اهالی فلسطین بود. او با گیلا ازدواج کرده و سه فرزند دارد.
ساگی در سال ۱۹۶۱ به ارتش اسرائیل فراخوانده شد و خدمت سربازی خود را در تیپ گولانی گذراند و در سال‌های ۱۹۷۶ تا ۱۹۷۷ فرمانده آن شد. او به عنوان سرباز و سرجوخه در این تیپ خدمت کرد. در سال ۱۹۶۳ پس از اتمام دوره افسری و بازگشت به تیپ گولانی، به عنوان افسر پیاده نظام مشغول به کار شد. در جنگ شش روزه، او به عنوان فرمانده گروهان در گردان ۵۱ تیپ گولانی خدمت کرد و در ارتفاعات گولان جنگید. پس از آن، او در طول جنگ فرسایشی، فرماندهی گروهان شناسایی تیپ گولانی را بر عهده داشت. ساگی در طول جنگ یوم کیپور، فرماندهی گردان ۱۳ تیپ گولانی را بر عهده داشت و در اداره عملیات ارتش اسرائیل خدمت کرد. ساگی فرماندهی تیپ گولانی را بر عهده داشت و در عملیات انتبه، رهبری نیرویی از افسران و سربازان تیپ را بر عهده داشت. پس از آن، او فرماندهی لشکر ۳۶ زرهی، فرماندهی جنوبی ارتش اسرائیل و فرماندهی نیروی زمینی اسرائیل را برعهده داشت. در سال ۱۹۹۱، او به عنوان رئیس اداره اطلاعات نظامی اسرائیل منصوب شد. ساگی در سال ۱۹۹۵ بازنشسته شد.